# Mount Washington, British Columbia
Mount Washington är ett berg i Kanada.   Det ligger i provinsen British Columbia, i den sydvästra delen av landet, 3 700 km väster om huvudstaden Ottawa. Toppen på Mount Washington är 1 590 meter över havet, eller 511 meter över den omgivande terrängen. Bredden vid basen är 6,7 km.
Terrängen runt Mount Washington är huvudsakligen lite bergig.Runt Mount Washington är det glesbefolkat, med 14 invånare per kvadratkilometer.. Det finns inga samhällen i närheten. 
I omgivningarna runt Mount Washington växer i huvudsak barrskog.